# Stefan Drewicz
Stefan Drewicz, właściwie: Stefan Gritzmann (ur. 7 maja 1906 w Lubyczy Królewskiej, zm. 19 lutego 1976 w Poznaniu) – polski aktor, reżyser teatralny, kierownik artystyczny teatru i autor sztuk dla dzieci.

## Życiorys
Był synem Kazimierza i Zofii Gritzmannów, mężem pisarki Wandy Karczewskiej. Ukończył gimnazjum klasyczne i uzyskał absolutorium na polonistyce Uniwersytetu Poznańskiego. W latach 1927–1930 był uczniem Szkoły Dramatycznej przy Teatrze Polskim w Poznaniu. Jeszcze jako słuchacz tej szkoły występował w epizodycznych rolach na scenie Teatru Polskiego. W 1932 r. zdał egzamin aktorski ZASP-u. Występował w Poznaniu i Bydgoszczy. Podczas okupacji występował w jawnych przedstawieniach na scenie Starego Teatru w Krakowie.
W sezonie 1946/1947 prowadził kabaret literacki Kukułka Poznańska. W latach 1946–1949 wykładał w poznańskiej Szkole Dramatycznej. Pod koniec kariery (lata 1965-1975) był aktorem Teatru Polskiego w Poznaniu, a po przejściu na emeryturę w 1973 r. występował w nim jeszcze do 1976 r. Był również autorem sztuk dla dzieci.

## Kariera sceniczna

### lata 30.
- 30 XI 1935: Poskromienie złośnicy William Shakespeare, reż. Kazimierz Korecki – jako Gremio (Teatr Nowy im. Heleny Modrzejewskiej, Poznań)[3]
- 19 III 1936: Matura Laszlo Fodor, reż. Kazimierz Korecki – jako dr Federa (Teatr Nowy im. Heleny Modrzejewskiej, Poznań)
- 10 VI 1936: Spadkobierca Adam Grzymała-Siedlecki – jako rządca Tatarski (Teatr Nowy im. Heleny Modrzejewskiej, Poznań)
- 28 II 1937: Japoński rower scen. i reż. Tadeusz Chrzanowski – jako Jan (Teatr Nowy im. Heleny Modrzejewskiej, Poznań)
- 12 III 1937: Portret Łukasza Jerzy Zawieyski – jako Konstanty (Teatr Nowy im. Heleny Modrzejewskiej, Poznań)
- 2 X 1937: Krewniaki Michał Bałucki, reż. Władysław Stoma – jako Wiwandowski (Teatr Miejski, Bydgoszcz)
- 23 X 1937: Nie-Boska komedia Zygmunt Krasiński, reż. Kazimierz Korecki – asystent reżysera oraz w podwójnej roli jako: Głos znad sufitu, Rzemieślnik (Teatr Miejski, Bydgoszcz)
- 11 XI 1937: Emilia Plater Tadeusz Konczyński, reż. Nuna Młodziejowska-Szczurkiewiczowa – jako Eugeniusz Plater (Teatr Miejski, Bydgoszcz)
- 11 XII 1937: Panna Coctail Stefan Kiedrzyński, reż. Kazimierz Korecki – jako Kelner (Teatr Miejski, Bydgoszcz)
- 15 I 1938: Ormianin z Beyrutu Adam Grzymała-Siedlecki, reż. Władysław Stoma – jako Karapet (Teatr Miejski, Bydgoszcz)
- 26 II 1938: Antychryst Karol Rostworowski, reż. Kazimierz Korecki – jako Lazar (Teatr Miejski, Bydgoszcz)
- 3 IX 1938: Judasz z Kariothu Karol Rostworowski, reż. Ludwik Solski – jako Jakub (Teatr Miejski im. Karola Huberta Rostworowskiego, Bydgoszcz).

### lata 40.
- 18 VIII 1945: Ziemia oskarża Wanda Karczewska – inscenizacja, reżyseria oraz jako Wiezień II (Teatr Polski, Poznań)[4]
- 9 XI 1945: Droga do źródeł Tadeusz Perkitny – reżyseria (Teatr Polski, Poznań)
- 1 II 1946: Wesele (dramat) Stanisław Wyspiański, reż. Władysław Stoma – jako Stańczyk (Teatr Polski, Poznań)
- 10 VIII 1946: Zamach Tadeusz Breza i Stanisław Dygat, reż. Emil Chaberski – jako Mytkiewicz (Teatr Polski, Poznań)
- 13 II 1947: Walka kobiet Eugène Scribe i Ernest Legouvé – reżyseria (Teatr Polski, Bydgoszcz)
- 26 II 1947: Czerwony Kapturek Jakub i Wilhelm Grimm, reż. Maria d’Alphonse – opracowanie tekstu (Teatr Aktora i Lalki, Poznań)
- 18 III 1947: Ci, co wrócili Józef Mayen – reżyseria (Teatr Polski, Bydgoszcz)
- 5 X 1947: Moralność pani Dulskiej Gabriela Zapolska – reżyseria (Teatr Miejski, Bydgoszcz)
- 21 X 1947: Obrona Ksantypy Ludwik Hieronim Morstin, reż. Gustawa Błońska – jako Agaton (Teatr Miejski, Bydgoszcz)
- 10 I 1948: Świerszcz za kominem Charles Dickens – adaptacja, przekład, reżyseria (Teatr Miejski, Bydgoszcz)
- 19 II 1948: Pan inspektor przyszedł John Boynton Priestley – reżyseria (Teatr Miejski, Bydgoszcz)
- 15 V 1948: Harry Smith odkrywa Amerykę Konstantin Simonow – reżyseria (Teatr Miejski, Bydgoszcz)
- 16 XI 1948: Strzały na ulicy Długiej Anna Świrszczyńska – reżyseria (Teatr Polski, Poznań)
- 16 XI 1948: Świerszcz za kominem Charles Dickens – reżyseria (Teatr Ziemi Lubuskiej – filia Teatru Polskiego Poznań, Gorzów Wielkopolski)
- 30 III 1949: Mąż i żona[5] Aleksander Fredro – reżyseria (Teatr Polski, Poznań)
- 11 V 1949: Harry Smith odkrywa Amerykę Konstantin Simonow – reżyseria (Teatr Wybrzeże, Gdańsk)
- 13 X 1949: Cement Juliusz Wirski – reżyseria (Teatry Dramatyczne – Teatr Nowy, Poznań)
- 19 XI 1949: W pewnym mieście Anatol Sofronow – reżyseria (Teatry Dramatyczne – Teatr Nowy, Poznań).

### lata 50.
- 29 IV 1950: Moralność pani Dulskiej Gabriela Zapolska – reżyseria (Teatr Wybrzeże, Gdańsk)
- 14 IX 1950: Wczoraj i przedwczoraj Aleksander Maliszewski – reżyseria (Teatr im. Stefana Żeromskiego, Kielce-Radom)[6]
- 4 XI 1950: Moralność pani Dulskiej Gabriela Zapolska – reżyseria (Teatr im. Stefana Żeromskiego, Kielce-Radom)
- 20 I 1951: Wczoraj i przedwczoraj Aleksander Maliszewski – reżyseria (Teatr Powszechny w Łodzi)
- 1 VIII 1951: Fircyk w zalotach[7][6] Franciszek Zabłocki – reżyseria (Teatr Artos, Warszawa)
- 21 XII 1951: Mąż i żona[5] Aleksander Fredro – reżyseria (Teatr Wybrzeże, Gdańsk)
- 5 IV 1952: Trzydzieści srebrników Howard Fast – reżyseria (Teatr im. Stefana Żeromskiego, Kielce-Radom)[8]
- 6 VIII 1952: Wielki montaż satyryczny (program składany) – reżyseria (Teatr im. Wojciecha Bogusławskiego, Kalisz)
- 16 X 1952: Profesja pani Warren George Bernard Shaw, reż. Wilam Horzyca – jako Praed (Teatry Dramatyczne, Wrocław)
- 26 II 1953: Trzydzieści srebrników Howard Fast – reżyseria i opracowanie dramaturgiczne oraz jako Fuller (Teatr im. Wojciecha Bogusławskiego, Kalisz)
- 18 IV 1953: Magazyn mód Iwan Kryłow – reżyseria (Teatr im. Wojciecha Bogusławskiego, Kalisz)
- 8 VIII 1953: Mąż i żona[5] Aleksander Fredro – reżyseria oraz jako hrabia Wacław (Teatr im. Juliusza Osterwy, Lublin)
- 10 IV 1954: Candida/Kandyda George Bernard Shaw – reżyseria (Teatr im. Wojciecha Bogusławskiego, Kalisz)
- 24 X 1954: Trzydzieści srebrników Howard Fast – reżyseria i opracowanie dramaturgiczne oraz jako Fuller (Teatr Ziemi Lubuskiej, Zielona Góra)
- 9 XII 1954: Świętoszek Molier – reżyseria (Teatr Ziemi Lubuskiej, Zielona Góra)
- 17 II 1955: Wesele Figara Pierre Beaumarchais, reż. Jerzy Merunowicz (Teatr Nowy, Łódź)
- 9 VI 1955: Maturzyści Zdzisław Skowroński, reż. Kazimierz Dejmek – jako prof. Bujak (Teatr Nowy, Łódź)
- 29 IX 1955: Maturzyści Zdzisław Skowroński – reżyseria (Teatr Wybrzeże, Gdańsk)
- 3 I 1956: Świerszcz za kominem Charles Dickens – reżyseria i adaptacja z A. Grzymałą-Siedleckim (Teatr im. Aleksandra Fredry, Gniezno)
- 14 IV 1956: Balladyna Juliusz Słowacki, reż. Krystyna Skuszanka – jako pustelnik (Teatr Ludowy, Kraków-Nowa Huta)
- 21 II 1957: Mazepa (dramat) Juliusz Słowacki – reżyseria (Teatry Dramatyczne – Teatr Współczesny, Szczecin)
- 17 V 1957: Skarga przeciw nieznajomemu George Neveuxs – reżyseria (Teatry Dramatyczne – Teatr Polski, Szczecin)
- 31 VIII 1957: Ładna historia G.A. Caillavet, R. Flers, E. Rey – reżyseria (Teatry Dramatyczne – Teatr Polski, Szczecin).

### lata 60.
- 26 XI 1960: Dom westchnień László Sólyom – opracowanie muzyczne, reżyseria (Teatr PPIE, Poznań)[9]
- 2 XII 1960: Intryga i miłość Friedrich Schiller – reżyseria (Teatr PPIE, Poznań)
- 26 XI 1961: Obrona Ksantypy Ludwik Hieronim Morstin – reżyseria (Teatr PPIE, Poznań)
- 20 VI 1963: Oj, kobietki, kobietki László Sólyom – reżyseria (Teatr 7.15, Łódź)
- 14 VII 1963: Szczęście Frania Włodzimierz Perzyński – reżyseria (Teatr im. Aleksandra Fredry, Gniezno)
- 1 V 1964: Groźniejsi od wroga Danił Al, Lew Rakow – reżyseria oraz jako Grzegorz Nikołajewicz Klimow (Teatr im. Aleksandra Fredry, Gniezno)
- 9 X 1964: Śluby panieńskie, czyli Magnetyzm serca Aleksander Fredro – reżyseria oraz jako Radost (Teatr im. Aleksandra Fredry, Gniezno)
- 6 II 1965: Ladacznica z zasadami Jean-Paul Sartre, reż. Krystyna Wydrzyńska – jako Senator (Teatr im. Aleksandra Fredry, Gniezno)
- 16 XI 1965: Marchołt gruby a sprośny Jan Kasprowicz, reż. Marek Okopiński – jako minister I (Teatr Polski, Poznań)
- 16 IV 1966: Mąż i żona[5] Aleksander Fredro – reżyseria oraz jako hrabia Wacław (Teatr Nowy – filia Teatru Polskiego, Poznań)
- 21 V 1966: Namiestnik Rolf Hochhuth, reż. Marek Okopiński – jako Kardynał (Teatr Nowy – filia Teatru Polskiego, Poznań)
- 23 II 1968: Kariera Artura Ui Bertolt Brecht, reż. Jerzy Zegalski – jako Ignatius Dullfeet (Teatr Polski, Poznań)
- 27 IV 1968: Achilleis Stanisław Wyspiański, reż. Jerzy Zegalski – jako Laokoon (Teatr Polski, Poznań)
- 15 II 1969: Klątwa (dramat) Stanisław Wyspiański, reż. Izabella Cywińska (Teatr Polski, Poznań)
- 26 III 1969: Rzecz Listopadowa Ernest Bryll, reż. Roman Kordziński – jako pan II (Teatr Polski, Poznań)
- 29 X 1969: Dni Turbinów Michaił Bułhakow, reż. Izabella Cywińska – jako lokaj (Teatr Polski, Poznań).

### lata 70.
- 26 VII 1970: Pierścień wielkiej damy Cyprian Kamil Norwid, reż. Olga Koszutska – jako sędzia Klemens Durejko (Teatr Nowy – filia Teatru Polskiego, Poznań)[10]
- 10 X 1970: Ptak Jerzy Szaniawski, reż. Piotr Sowiński – jako Anzelm (Teatr Nowy – filia Teatru Polskiego, Poznań)
- 5 XII 1970: Stara kobieta wysiaduje Tadeusz Różewicz, reż. Bogdan Hussakowski – jako pan (Teatr Nowy – filia Teatru Polskiego, Poznań)
- 14 III 1971: Kordian (dramat) Juliusz Słowacki, reż. Roman Kordziński – jako Prezes (Teatr Polski, Poznań)
- 12 II 1972: Wincenty i przyjaciółka ... Robert Musil, reż. Bogdan Hussakowski – jako Polityk (Teatr Polski, Poznań)
- 12 IX 1972: Zemsta (komedia) Aleksander Fredro, reż. Roman Kordziński – jako Śmigalski (Teatr Polski, Poznań)
- 12 XI 1972: Ożenek (dramat) Nikołaj Gogol, reż. Bogdan Hussakowski – jako Stiepan (Teatr Polski, Poznań)
- 20 I 1973: Nieznajoma z Sekwany Ödön von Horváth, reż. Tadeusz Minc – jako pan we fraku (Teatr Polski, Poznań)
- 24 III 1973: Dobry człowiek z Seczuanu Bertolt Brecht, reż. Roman Kordziński – jako Dziadek (Teatr Polski, Poznań)
- 16 II 1974: Popiół i diament Jerzy Andrzejewski, reż. Roman Kordziński – jako Kalicki (Teatr Polski, Poznań)
- 27 IX 1975: Wesele (dramat) Stanisław Wyspiański, reż. Roman Kordziński – jako ojciec (Teatr Polski, Poznań)
- 28 IX 1975: Kordian (dramat) Juliusz Słowacki, reż. Roman Kordziński – jako Grzegorz (Teatr Polski, Poznań).

## Sztuki
Drewicz jest autorem jednej sztuki teatralnej dla dzieci pt. Czerwony Kapturek:
- 6 X 1945 (premiera), reż. Halina Lubicz, Miejski Teatr Marionetek w Poznaniu[11].

## Film
- 14 III 1952: Młodość Chopina film biograficzny, reż. Aleksander Ford – jako ojciec Chopina[12]
- 20 X 1958: Kalosze szczęścia komedia fantastyczna, reż. Antoni Bohdziewicz – jako emigracyjny prezydent w Londynie.

## Telewizja
- 26 XII 1957: Oświadczyny Anton Czechow – reżyseria[13]
- 22 II 1958: Opowieści amerykańskie Hemingway, Caldwell, Metz – reżyseria
- 15 III 1958: Lombard złudzeń Marek Hłasko – reżyseria
- 11 V 1958: Nocna wizyta Jack London – reżyseria
- 26 VI 1959: Małżeństwo to święta rzecz Kornel Makuszyński – reżyseria
- 13 VII 1958: Z krainy wielkiej bałwanii Sławomir Mrożek – reżyseria
- 7 IV 1961: Podróż don Kichota Władysław Smólski, reż. Henryk Drygalski
- 10 XI 1967: Starsza siostra Aleksandr Wołodin, reż. Jerzy Hoffman
- 20 IX 1974: Mario i czarodziej/Cippola Thomas Mann, reż. Stanisław Brejdygant.

## Przebieg pracy
W trakcie swej 45-letniej kariery scenicznej, wystąpił łącznie na deskach 21 polskich scen teatralnych, głównie poznańskich:
- Teatr Nowy im. Heleny Modrzejewskiej, Poznań: 1935–1937, 1949–1950 jako aktor, reżyser i kierownik artystyczny
- Teatr Miejski im. Karola Huberta Rostworowskiego, Bydgoszcz: 1937–1939, 1947–1948 jako aktor, reżyser i zastępca dyrektora
- Teatr Polski, Poznań: 1945-1949, 1965-1976 jako aktor, reżyser i zastępca dyrektora
- Teatr Polski, Bydgoszcz: 1947–1948
- Teatr Aktora i Lalki, Poznań: 1947
- Teatr Wybrzeże, Gdańsk: 1949–1951, 1955 jako aktor i reżyser
- Teatr im. Stefana Żeromskiego, Kielce-Radom: 1950–1952
- Teatr Powszechny w Łodzi: 1951
- Teatr Artos, Warszawa: 1951
- Teatr im. Wojciecha Bogusławskiego, Kalisz: 1951-1954 jako aktor i reżyser
- Teatry Dramatyczne, Wrocław: 1952
- Teatr im. Juliusza Osterwy, Lublin: 1953
- Teatr Ziemi Lubuskiej, Zielona Góra: 1953−1954 jako aktor i reżyser
- Teatr Nowy, Łódź: 1954−1955 jako aktor i reżyser
- Teatr im. Aleksandra Fredry, Gniezno: 1956, 1963-1965 jako aktor i reżyser
- Teatr Ludowy, Kraków-Nowa Huta: 1955–1956
- Teatr Współczesny, Szczecin: 1956–1957 jako aktor i reżyser
- Teatr Polski, Szczecin: 1957
- Ośrodek TVP, Poznań: 1957-1959 jako reżyser
- Teatr PPIE, Poznań: 1959-1962 jako reżyser i kierownik artystyczny
- Teatr 7.15, Łódź: 1963.

## Śmierć
Zmarł w Poznaniu w wieku 69 lat (na 3 miesiące przed 70. urodzinami).